# Кері Фебус
Кері Фебус (англ. Keri Phebus; нар. 1 травня 1974) — колишня американська тенісистка.
Найвищу одиночну позицію світового рейтингу — 186 місце досягла 8 грудня, 1997, парну — 147 місце — 5 січня, 1998 року.
Здобула 1 одиночний та 4 парні титули туру ITF.

## Фінали ITF
| турніри $100,000 |
| турніри $75,000  |
| турніри $50,000  |
| турніри $25,000  |
| турніри $10,000  |

### Одиночний розряд finals
| Результат | Дата            | Турнір                   | Покриття   | Суперниця       | Рахунок  |
| --------- | --------------- | ------------------------ | ---------- | --------------- | -------- |
| Поразка   | 2 лютого 1997   | Мішен (Техас), США       | Тверде (O) | Кара Блек       | 3–6, 3–6 |
| Перемога  | 23 березня 1997 | Зе-Вудлендс (Техас), США | Тверде (O) | Крістіна Тріска | 6–1, 7–5 |

### Фінали в парному розряді
| Результат | Дата           | Турнір                                 | Покриття   | Партнерка     | Суперниці                   | Рахунок       |
| --------- | -------------- | -------------------------------------- | ---------- | ------------- | --------------------------- | ------------- |
| Перемога  | 19 січня 1997  | Делрей-Біч, США                        | Тверде (O) | Ребекка Єнсен | Пем Нелсон Ванесса Вебб     | 6–7, 6–2, 6–2 |
| Перемога  | 2 лютого 1997  | Мішен (Техас), США                     | Тверде (O) | Енн Мелл      | Кейрстен Еллі Пем Нелсон    | 1–6, 6–1, 6–1 |
| Поразка   | 6 липня 1997   | Флашинг-Медоуз, США                    | Тверде (O) | Лі Фан        | Джанет Лі Ліндсей Лі-Вотерс | 2–6, 6–2, 3–6 |
| Поразка   | 18 січня 1998  | Делрей-Біч, США                        | Тверде (O) | Джін Окада    | Морін Дрейк Рената Колбовіч | 6–7, 4–6      |
| Перемога  | 21 червня 1998 | Маунт-Плезант (Південна Кароліна), США | Тверде (O) | Ванесса Вебб  | Адрія Енґел Карін Пальме    | 6–2, 6–1      |
| Поразка   | 26 липня 1998  | Пічтрі-Сіті (Джорджія), США            | Тверде (O) | Ванесса Вебб  | Жулі Пуллен Лорна Вудрофф   | 6–3, 2–6, 4–6 |
| Перемога  | 2 серпня 1998  | Вінніпег, Канада                       | Тверде (O) | Ванесса Вебб  | Рената Колбовіч Жулі Пуллен | 4–6, 6–4, 7–6 |